# Assedio di Nara
L'assedio di Nara fu uno dei primi scontri della guerra Genpei nel tardo periodo Heian, combattuta tra i Taira e i monaci guerrieri della città che sostenevano i Minamoto.

## Antefatto
Il 23 giugno 1180 le forze del clan Taira guidate da Taira no Tomomori e Taira no Shigehira, figli del capoclan Taira no Kiyomori, avevano sconfitto nella prima battaglia di Uji il principe Mochihito e i suoi sostenitori Minamoto no Yorimasa e i monaci guerrieri di Mii-dera e altri templi, innescando la guerra Genpei. Dopo la battaglia I Taira avevano dato alle fiamme Mii-dera per punire i monaci che avevano sostenuto il nemico.
Oltre a Mii-dera, anche i templi di Nara Kōfuku-ji e Tōdai-ji avevano risposto positivamente alla chiamata alle armi contro i Taira. Secondo l'Heike Monogatari Kiyomori inizialmente mandò solo 500 guerrieri nella città al comando di Kaneyasu Seno con l'ordine di prenderne il controllo nel modo più pacifico possibile. Tuttavia i Sōhei di Nara aggredirono questo primo contingente catturando e decapitando una sessantina dei guerrieri di Kaneyasu, e costringendo gli altri a fuggire a Kyoto.

## La battaglia
Inviati da Kiyomori per punire Nara, Tomomori e Shigehira mossero con la loro armata sulla antica capitale (Nara era stata capitale del Giappone nel periodo omonimo dal 710 al 794) e la cinse d'assedio.
A difendere la città c'erano circa 7000 Sōhei ostili ai Taira che avevano creato difese improvvisate scavando fossati nelle strade e costruendo barricate. Questi avevano preso posizione a Narazaka, presso il tempio di Hannya-ji il armati principalmente di archi, frecce e naginata.
L'armata Taira dette l'assalto alle posizioni dei difensori a Narazaka ma la resistenza fu tenace e i combattimenti si protrassero fino alla sera; al calar del buio Shigehira ordinò di accendere le torce per fare luce e, forse accidentalmente, forse per ficcare la resistenza dei difensori, i Taira appiccarono il fuoco alla città. L'incendio fu in breve tempo propagato a buona parte degli edifici di Nara ed ebbe effetti devastanti.
Distrusse il Tempio Kofuku-ji, il Todai-ji con la sua sala del grande Buddha, e raggiunse anche Shin-Yakushi-ji; Anche numerosi santuari minori come Tamukeyama Hachiman Shrine, il Santuario Ryokawa e molti altri furono distrutti. Nel rogo e negli scontri persero la vita circa 3500 monaci e civili.